# Fort Keogh

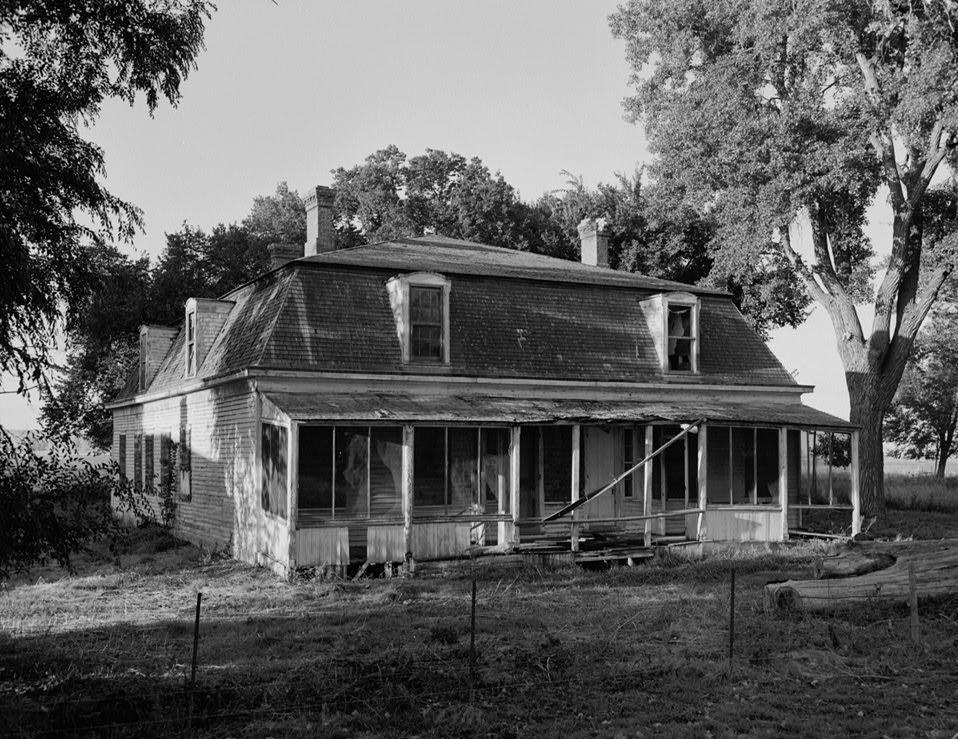
Verlaten kantoor van Fort Keogh, 1989.

Fort Keogh is een voormalig militair fort en legerbasis van het United States Army, gelegen aan de westrand van het hedendaagse Miles City en de zuidelijke oever van de Yellowstone.
De basis werd in augustus 1876 opgericht door kolonel Nelson A. Miles tijdens de nasleep van de Slag bij de Little Bighorn een fase in de grote Siouxoorlog van 1876. Het doel van de basis was een nieuwe huisvesting voor de cavelerie te creëren en zo de Cheyenne en Sioux die betrokken waren bij de slag de weg naar Canada te versperren. Aanvankelijk stond de basis bekend als de Tongue River Cantonment, maar die naam werd veranderd naar Fort Keogh als eerbetoon aan kapitein Myles Keogh, die gestorven was in de slag bij de Little Bighorn. In 1877 werd het fort het hoofdkwartier van het militaire district Yellowstone. Miles werd in september dat jaar benoemd tot brigadier en kreeg het bevel over de basis.
De komst van de basis trok al snel handelaren aan die de soldaten voorzagen van voedsel, drank en andere benodigdheden, waardoor rond de basis een militaire nederzetting ontstond die uitgroeide tot Miles City. Begin 20e eeuw raakte de basis langzaam in onbruik. In 1907 werden alle troepen teruggetrokken uit het fort. In de Eerste Wereldoorlog diende de basis nog als depot voor de Quartermaster Corps. Er werden onder andere paarden gefokt en getraind, waarna ze over de wereld werden verspreid.
Vandaag de dag is het terrein van de basis in gebruik door het Amerikaanse ministerie van landbouw als het USDA Fort Keogh Range and Livestock Experiment Station. Er wordt onder andere genetisch onderzoek gedaan naar de Hereford. Het fort staat op het National Register of Historic Places.